# Royal Rumble 2007
Royal Rumble (2007) was een professioneel worsel-pay-per-view (PPV) evenement dat georganiseerd werd door WWE voor hun Raw, SmackDown! en ECW brands. Het was de 20ste editie van Royal Rumble en vond plaats op 28 januari 2007 in het AT&T Center in San Antonio, Texas. Het evenement stond bekend waarbij de ECW rooster voor het eerste keer deelnam in de jaarlijkse Royal Rubmle match.

## Matches
| Nr. | Match                                                                                 | Winnaar(s)     | Opmerkingen                                                                   | Bron  |
| --- | ------------------------------------------------------------------------------------- | -------------- | ----------------------------------------------------------------------------- | ----- |
| 1D  | JTG (met Shad Gaspard) vs. Lance Cade (met Trevor Murdoch)                            | JTG            | Eén-op-één match.                                                             | [ 2 ] |
| 2   | The Hardy Boyz (Jeff & Matt Hardy) vs. MNM (Joey Mercury & Johnny Nitro) (vs. Melina) | The Hardy Boyz | Tag Team match                                                                | [ 2 ] |
| 3   | Bobby Lashley (c) vs. Test                                                            | Bobby Lashley  | Eén-op-één match voor het ECW World Championship. Lashley won door count out. | [ 2 ] |
| 4   | Batista (c) vs. Mr. Kennedy                                                           | Batista        | Eén-op-één match voor het World Heavyweight Championship.                     | [ 2 ] |
| 5   | John Cena (c) vs. Umaga (met Armando Alejandro Estrada)                               | John Cena      | Last Man Standing match voor het WWE Championship.                            | [ 2 ] |
| 6   | 30-man Royal Rumble match voor een wereldkampioenschapswedstrijd op WrestleMania 23.  | The Undertaker | The Undertaker won door Shawn Michaels als laatst te elimineren.              | [ 2 ] |

### Royal Rumble match
| Nr. | Entree           | Brand       | Orde | Geëlimineerd door                                                                                       | Eliminaties | Tijd  | Bron  |
| --- | ---------------- | ----------- | ---- | --- | ----------- | ----- | ----- |
| 1   | Ric Flair        | Raw         | 1    | Edge en Kenny Dykstra                                                                                   | 0           | 05:40 | [ 3 ] |
| 2   | Finlay           | SmackDown!  | 12   | Shawn Michaels                                                                                          | 0           | 32:32 | [ 3 ] |
| 3   | Kenny Dykstra    | Raw         | 2    | Edge | 1           | 04:05 | [ 3 ] |
| 4   | Matt Hardy       | SmackDown!  | 9    | Randy Orton                                                                                             | 0           | 18:55 | [ 3 ] |
| 5   | Edge             | Raw         | 28   | Shawn Michaels                                                                                          | 5           | 44:02 | [ 3 ] |
| 6   | Tommy Dreamer    | ECW         | 3    | Kane | 0           | 06:41 | [ 3 ] |
| 7   | Sabu             | ECW         | 4    | Kane | 0           | 05:27 | [ 3 ] |
| 8   | Gregory Helms    | SmackDown!  | 5    | King Booker                                                                                             | 0           | 06:50 | [ 3 ] |
| 9   | Shelton Benjamin | Raw         | 14   | Shawn Michaels                                                                                          | 1           | 22:22 | [ 3 ] |
| 10  | Kane             | SmackDown!  | 11   | King Booker                                                                                             | 3           | 13:21 | [ 3 ] |
| 11  | CM Punk          | ECW         | 22   | The Great Khali                                                                                         | 1           | 27:16 | [ 3 ] |
| 12  | King Booker      | SmackDown!  | 10   | Kane | 3           | 09:23 | [ 3 ] |
| 13  | Super Crazy      | Raw         | 7    | Edge and Randy Orton                                                                                    | 0           | 04:32 | [ 3 ] |
| 14  | Jeff Hardy       | Raw         | 8    | Edge | 0           | 03:38 | [ 3 ] |
| 15  | The Sandman      | ECW         | 6    | King Booker                                                                                             | 0           | 00:13 | [ 3 ] |
| 16  | Randy Orton      | Raw         | 27   | Shawn Michaels                                                                                          | 2           | 27:14 | [ 3 ] |
| 17  | Chris Benoit     | SmackDown!  | 19   | The Great Khali                                                                                         | 3           | 17:52 | [ 3 ] |
| 18  | Rob Van Dam      | ECW         | 21   | The Great Khali                                                                                         | 2           | 15:27 | [ 3 ] |
| 19  | Viscera          | Raw         | 13   | Chris Benoit, CM Punk, Edge, Hardcore Holly, Johnny Nitro, Kevin Thorn, Rob Van Dam en Shelton Benjamin | 0           | 06:22 | [ 3 ] |
| 20  | Johnny Nitro     | Raw         | 15   | Chris Benoit                                                                                            | 1           | 06:18 | [ 3 ] |
| 21  | Kevin Thorn      | ECW         | 16   | Chris Benoit                                                                                            | 1           | 06:15 | [ 3 ] |
| 22  | Hardcore Holly   | ECW         | 18   | The Great Khali                                                                                         | 1           | 10:21 | [ 3 ] |
| 23  | Shawn Michaels   | Raw         | 29   | The Undertaker                                                                                          | 4           | 24:11 | [ 3 ] |
| 24  | Chris Masters    | Raw         | 17   | Rob Van Dam                                                                                             | 0           | 03:32 | [ 3 ] |
| 25  | Chavo Guerrero   | SmackDown!  | 24   | The Great Khali                                                                                         | 0           | 06:24 | [ 3 ] |
| 26  | MVP              | SmackDown!  | 26   | The Undertaker                                                                                          | 0           | 07:31 | [ 3 ] |
| 27  | Carlito          | Raw         | 23   | The Great Khali                                                                                         | 0           | 03:19 | [ 3 ] |
| 28  | The Great Khali  | Raw         | 25   | The Undertaker                                                                                          | 7           | 03:45 | [ 3 ] |
| 29  | The Miz          | SmackDown!  | 20   | The Great Khali                                                                                         | 0           | 00:07 | [ 3 ] |
| 30  | The Undertaker   | 'SmackDown! | —    | Winnaar                                                                                                 | 3           | 13:15 | [ 3 ] |